# Цам

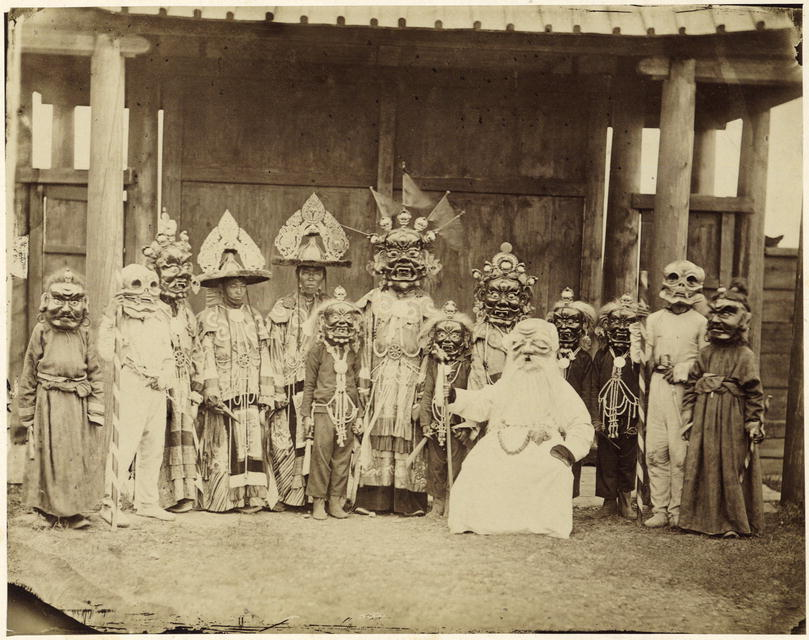
Цам в Гусиноозерному дацані. 1880-ті роки

Цам (з монгольської; тиб. Чам; бур. Сам) — урочисте релігійне служіння, яке щорічно відбувається на відкритому повітрі в буддійських монастирях (дацангах) Забайкалля, Монголії і Тибету. За однією з версій, походить від давніх шаманських практик. Було включене в буддійський комплекс. В Монголії і Забайкаллі цам стало однією з основних буддистських релігійних містерій.
Монастирський цам може бути не приурочений до історичної події або певного дня, в багатьох монастирях він звершується тоді, коли вперше був введений в тому чи іншому монастирі. Мета його — показати присутність божества на землі і віддалити злих духів (шімнусів) від послідовників Будди.
Обряд полягає в танцювальній пантомімі, що виконується ламами, які маскуються докшитами, тобто надягають маски з пап'є-маше, які зображують того чи іншого докшита, і разом з шанакамі (ламами-споглядальниками), виступаючими без масок, але у відповідному вбранні, здійснюють по колу релігійний танець, жестикулюючи руками.
Цам проводився в дворі дацану. Протягом декількох тижнів перед виконанням цама в монастирях йшли спеціальні служби і готувалися виконавці ролей богів.

## Типи цама
- розмовна — з діалогами і імпровізаціями, актори-лами розмовляли з глядачами;
- пантоміма — за участю від 4-5 до 108 осіб;
- присвячений якомусь персонажеві або події буддистської історії та міфології. Виконували його тільки посвячені ченці, незначні ролі довірялися монастирським послушникам.

## Функції цама
- засіб, що веде до просвітління;
- спосіб заспокоєння і нейтралізації злих духів;
- підготовка людини до смерті, переходу в стан бардо.

## Сюжет танців

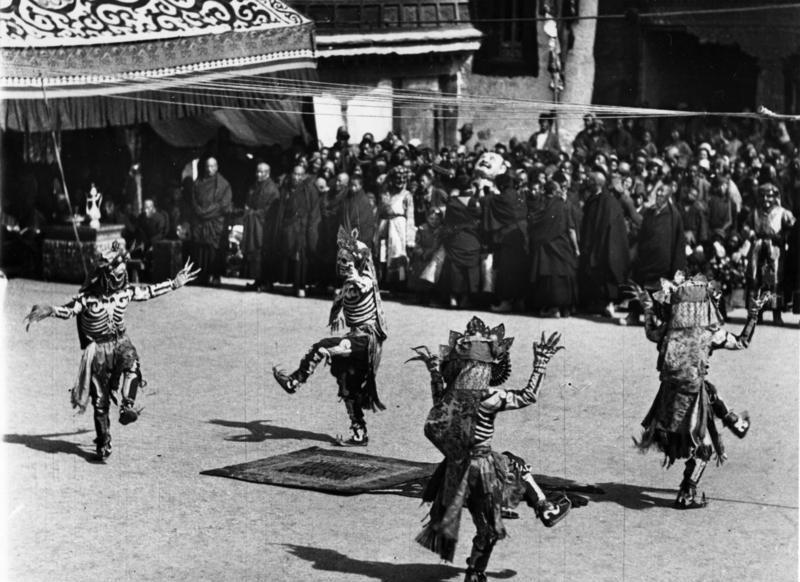
Танець чітіпаті. Тибет. 1938 рік.

Основний зміст цама може відтворювати епізоди з історії буддизму в Тибеті: популярним сюжетом є історія спроби тибетського імператора Дарми знищити буддизм у Тибеті.
Головні сцени містерії:
- танець з мечами у виконанні мирян;
- танець чорних шапок за участю 13, 17, 21 або 23 танцюристів;
- танець з барабанами;
- танець чітіпаті — «хранителів кладовищ»;
- танець звірів: птах, олень, як, лев;
- танець вартою сторін світу, в якому беруть участь 4 або 8 осіб.

Дійові особи цама: бикоголовий Чойчжал (Ерлік-Хан), Махакала, Жамсаран, докшити — гнівні захисники віри, та Білий Старець.
Закінчується цам умертвінням лінга. Його малюють на папері, або роблять фігуру з тіста. Паперове зображення спалюють, а фігуру з тіста розсікають на 7, 9 чи 13 частин. Лінг — уособлення Дарми або його міністра Машангі.
В дацанах Забайкалля Цам проводився в літні свята.